# Eupithecia meridionalis
Eupithecia meridionalis là một loài bướm đêm trong họ Geometridae.